# Biggar-Sask Valley (circonscription saskatchewanaise)
Pour les articles homonymes, voir Biggar.
Circonscription électorale provinciale du Canada
Biggar-Sask Valley est une ancienne circonscription électorale provinciale de la Saskatchewan au Canada. Elle est représentée à l'Assemblée législative de la Saskatchewan de 2016 à 2024.

## Géographie
La circonscription inclus la ville de Biggar.

## Liste des députés
| Parlement | Années                                                                                              | Député                                                                                              | Député                                                                                              | Parti                                                                                               |
| Biggar-Sask Valley                                                                                              | Biggar-Sask Valley                                                                                  | Biggar-Sask Valley                                                                                  | Biggar-Sask Valley                                                                                  | Biggar-Sask Valley                                                                                  |
| Circonscription issue de Biggar, Martensville, Cut Knife-Turtleford, Batoche et Rosthern-Shellbrook             | Circonscription issue de Biggar, Martensville, Cut Knife-Turtleford, Batoche et Rosthern-Shellbrook | Circonscription issue de Biggar, Martensville, Cut Knife-Turtleford, Batoche et Rosthern-Shellbrook | Circonscription issue de Biggar, Martensville, Cut Knife-Turtleford, Batoche et Rosthern-Shellbrook | Circonscription issue de Biggar, Martensville, Cut Knife-Turtleford, Batoche et Rosthern-Shellbrook |
| --- | --------------------------------------------------------------------------------------------------- | --------------------------------------------------------------------------------------------------- | --------------------------------------------------------------------------------------------------- | --------------------------------------------------------------------------------------------------- |
| 28e | 2016–2020                                                                                           | | Randy Weekes                                                                                        | Saskatchewanais                                                                                     |
| 29e | 2020–2024                                                                                           | | Randy Weekes                                                                                        | Saskatchewanais                                                                                     |
| Circonscription abolie, voir Kindersley, Rosthern-Shellbrook, Rosetown-Elrose, Martensville-Blairmore et Warman | | | | |